# 道连·库鲁格利耶夫
道连·哈利多维奇·库鲁格利耶夫（俄语：Даурен Халидович Куруглиев，1992年7月12日—），俄罗斯、希腊男子摔跤运动员，2023年欧洲摔跤锦标赛男子自由式86公斤级金牌得主、2024年欧洲摔跤锦标赛男子自由式86公斤级金牌得主、2024年夏季奥林匹克运动会男子自由式86公斤级铜牌得主。